# Leah Kirchmann
Leah Kirchmann (Winnipeg, 30 juni 1990) is een Canadese wielrenster en voormalig langlaufster. Ze werd driemaal Canadees kampioene in het tijdrijden en in 2014 werd ze ook nationaal kampioene op de weg. Met haar team Sunweb won ze in 2017 het wereldkampioenschap ploegentijdrijden.

## Carrière
In 2011 begon Kirchmann haar carrière bij Team Colavita en vanaf 2012 reed ze vier jaar voor Optum Pro Cycling. In 2016 maakte ze de overstap naar de Nederlandse wielerploeg Liv-Plantur, dat vanaf 2017 Team Sunweb en vanaf 2021 Team DSM heet. In augustus 2022 maakte ze bekend dat ze na het wereldkampioenschap in Australië haar fiets aan de wilgen hangt.
Op 1 juli 2016 won Kirchmann de proloog van de Giro Rosa en startte de eerste etappe in de roze trui. In augustus van dat jaar nam ze namens Canada deel aan de Olympische Zomerspelen 2016 in Rio de Janeiro; ze werd 38e in de wegwedstrijd. In 2017 won ze de GP de Gatineau en werd ze met haar team wereldkampioen in het Noorse Bergen. In 2018 won ze met Team Sunweb drie ploegentijdritten: in de Ladies Tour of Norway en de openingsritten van de Giro Rosa en van de Madrid Challenge. In deze laatste wedstrijd mocht ze een dag later van start gaan in de leiderstrui. Op het wereldkampioenschap in Innsbruck wonnen ze brons in deze discipline.
In 2019 won Kirchmann wederom de GP de Gatineau en werd ze tweede in de Chrono Gatineau. Ook stond ze op het podium in de OVO Women's Tour, in La Course, in de Omloop van het Hageland en in het eindklassement van de Ladies Tour of Norway. In juli 2021 werd ze op de Olympische Zomerspelen 2020 in Tokio twaalfde in de tijdrit en 36e in de wegwedstrijd. In augustus 2022 werd ze op de Gemenebestspelen dertiende in de tijdrit en twintigste in de wegwedstrijd.

## Palmares
2012

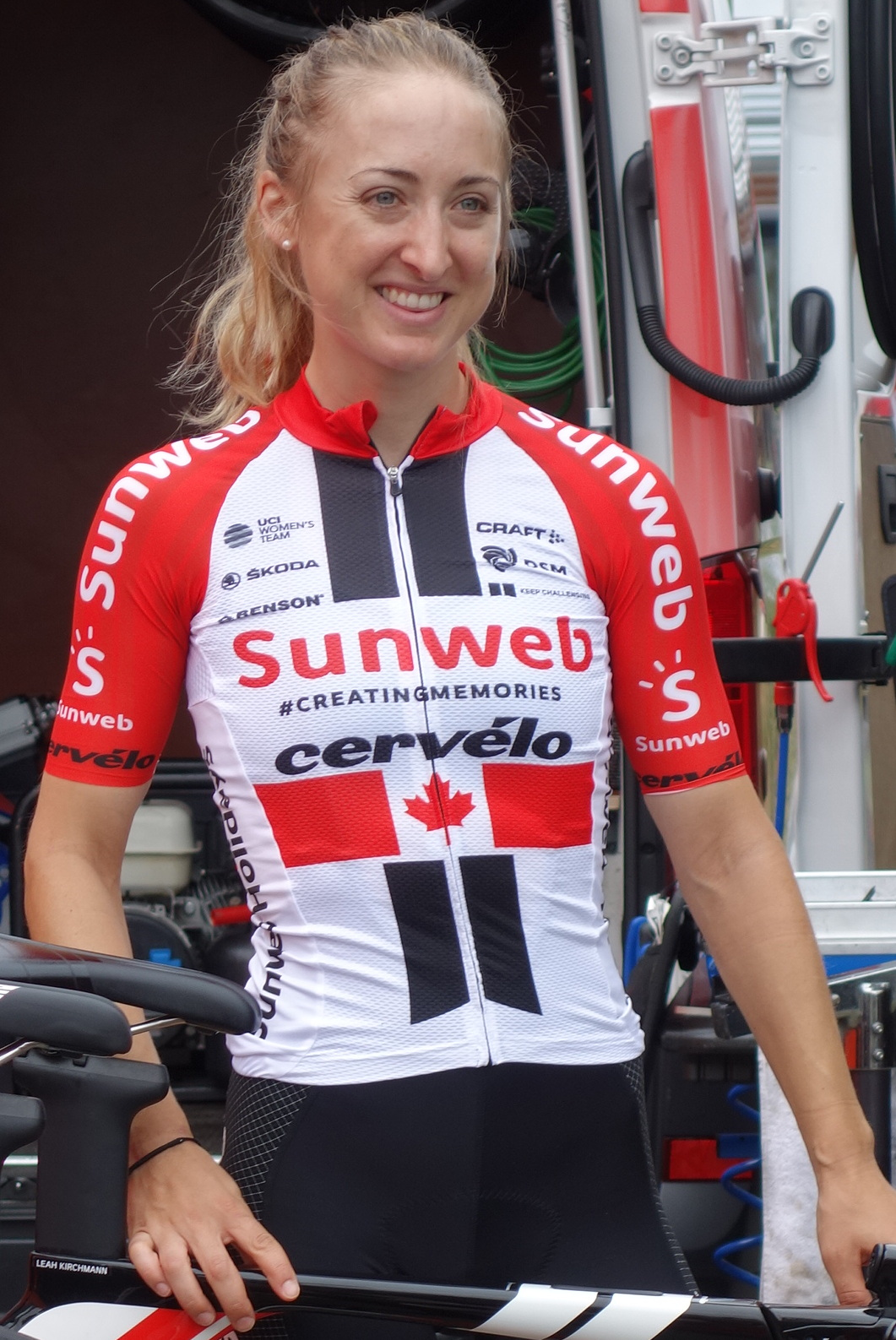
Canadees kampioen tijdrijden 2019.

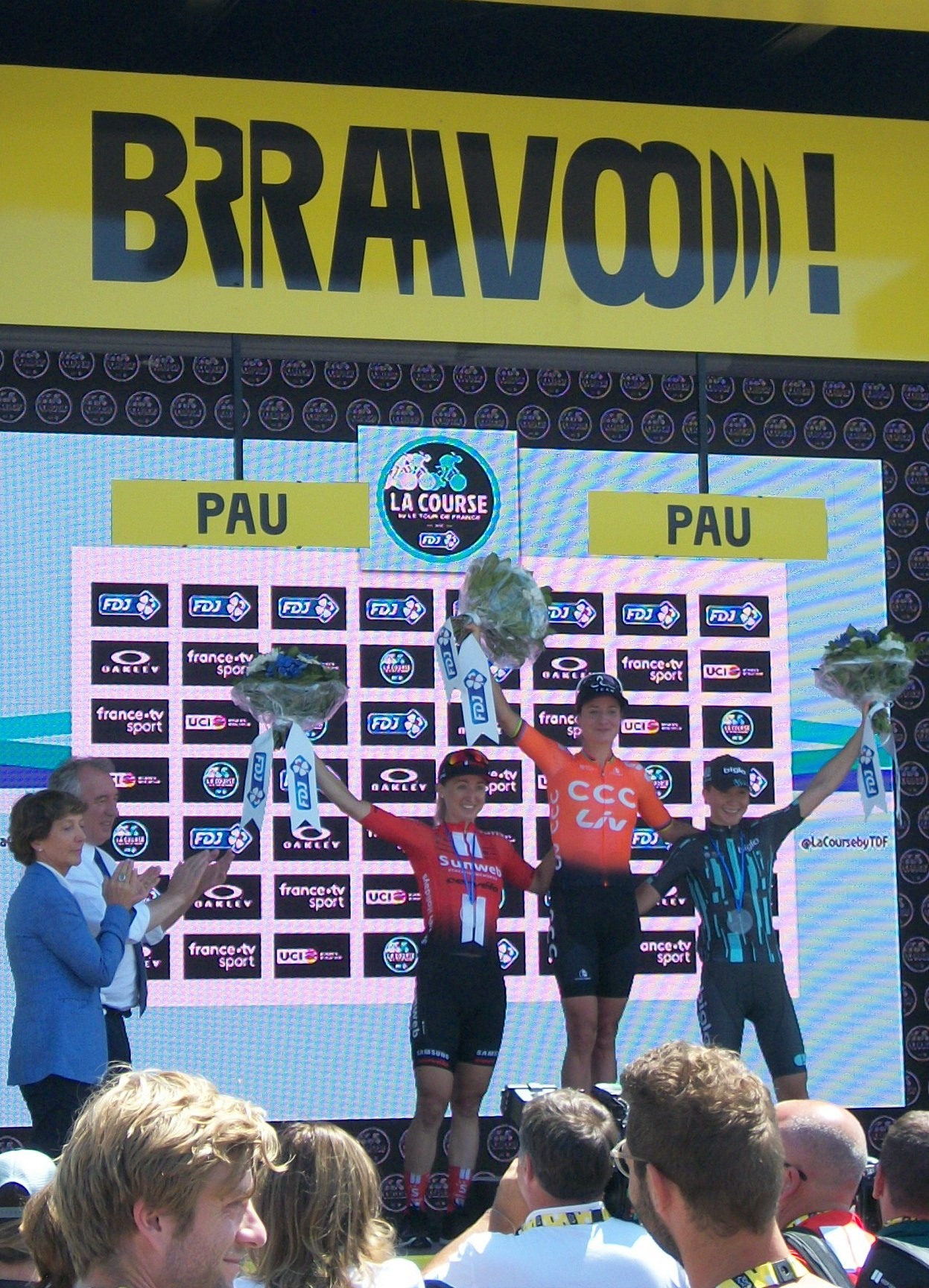
Op het podium van La Course 2019.

 Pan-Amerikaans kampioenschap op de weg
 Sprintklassement Energiewacht Tour
 Jongerenklassement Tour de l'Ardèche
Old Pueblo Grand Prix
Omnium Airforce Cycling Classic
2013
 Canadees kampioenschap op de weg
 Canadees criteriumkampioen
Eindklassement Tucson Bicycle Classic
Old Pueblo Grand Prix
2014
 Canadees kampioen op de weg
 Canadees kampioen tijdrijden
 Canadees criteriumkampioen
 Jongerenklassement San Dimas Stage Race
Sprintklassement
Etappe 3
 Puntenklassement Redlands Bicycle Classic
Etappe 3 en 4
 Jongerenklassement North Star Grand Prix
Proloog Tucson Bicycle Classic
White Spot Delta Road Race
Brenco Delta Criterium
Gastown Grand Prix
Sea Otter Circuit Race
2e in Chrono Gatineau
3e in La Course by Le Tour de France
3e in Old Pueblo Grand Prix
14e op WK tijdrijden in Ponferrada
2015
 Canadees kampioenschap tijdrijden
 Puntenklassement Tour of California
Etappe 2 en 3
Etappe 2 Joe Martin Stage Race
2016
 Canadees kampioenschap op de weg
Drentse Acht van Westerveld
Proloog Giro Rosa
2e in Omloop van het Hageland
2e in 1e en 2e etappe Ronde van Chongming
2e in 4e etappe The Women's Tour
3e in GP de Gatineau
2017
 WK ploegentijdrit in Bergen
 Canadees kampioenschap tijdrijden
GP de Gatineau
3e in Open de Suède Vårgårda
2018
 Canadees kampioen tijdrijden
 WK ploegentijdrit
1e etappe Giro Rosa (TTT)
1e etappe Madrid Challenge (TTT)
Ploegentijdrit Ladies Tour of Norway
2e in Brabantse Pijl
2019
 Canadees kampioen tijdrijden
 Canadees kampioenschap op de weg
GP de Gatineau
2e in Chrono Gatineau
2e in 6e etappe OVO Women's Tour
2e in La Course
3e in Omloop van het Hageland
3e in eindklassement Ladies Tour of Norway
2020
 Puntenklassement Tour Down Under
2021
2e in eindklassement Festival Elsy Jacobs
2e in proloog
3e in 1e etappe
3e in 3e etappe (tijdrit) Women's Tour
2022
 Canadees kampioenschap tijdrijden

### Uitslagen in voornaamste wedstrijden
| Jaar | Gent-Wevelgem | Ronde van Vlaanderen | Amstel Gold Race | Luik-Bast.‑Luik | Ronde van Drenthe | Waalse Pijl | Brabantse Pijl |  | WK op de weg |
| ---- | ------------- | -------------------- | ---------------- | --------------- | ----------------- | ----------- | -------------- |  | ------------ |
| 2010 |               |                      |                  |                 | opgave            |             |                |  |              |
| 2011 |               | 37e                  |                  |                 | 85e               |             |                |  | 17e          |
| 2012 |               | 41e                  |                  |                 |                   |             |                |  | 21e          |
| 2013 |               |                      |                  |                 |                   |             |                |  | opgave       |
| 2014 |               |                      |                  |                 |                   | 27e         |                |  | opgave       |
| 2015 |               |                      |                  |                 |                   |             |                |  | 32e          |
| 2016 | 7e            | 55e                  |                  |                 | 10e               | 21e         |                |  | 14e          |
| 2017 | 65e           | 69e                  | 48e              | 13e             | opgave            | 31e         |                |  | 12e          |
| 2018 | 24e           | 47e                  | 56e              | 48e             |                   |             | ↑              |  | 25e          |
| 2019 | 24e           | 30e                  | 29e              | 18e             |                   | 17e         | 8e             |  |              |
| 2020 |               | 33e                  |                  | 41e             |                   | 44e         |                |  | 59e          |
| 2021 | 92e           | 99e                  |                  |                 |                   |             | 59e            |  | 63e          |
| 2022 |               | 81e                  | 63e              |                 | opgave            |             | 49e            |  |              |